# Рассказ домовладельца
«Рассказ домовладельца» (яп. 長屋紳士録 нагая синсироку, англ. The Record of a Tenement Gentleman) — кинофильм режиссёра Ясудзиро Одзу, вышедший на экраны в 1947 году.

## Сюжет
Однажды рабочий Тасиро приводит домой потерявшегося в городе мальчика по имени Кохэй и предлагает своим соседям присмотреть за ним. Сначала он обращается к Тамэкити, но тот категорически отказывается. Немолодая вдова Отанэ тоже не горит желанием брать на себя такую обузу, но всё таки соглашается приютить ребёнка на ночь. На следующий день она отправляется за город на поиски отца мальчика и выясняет, что тот работает плотником и недавно решил переехать со всеми пожитками в город, поэтому никто не знает, где его найти. Отанэ начинает подозревать, что бедный плотник, не в силах прокормить сына, просто-напросто бросил его.
Мальчик, к неудовольствию женщины, остаётся жить у неё, что приводит к постоянным ссорам: Отанэ сурово ругает ребёнка то за съеденные фрукты, то за намоченный ночью матрац. После одной из таких ссор Кохэй уходит из дома. Вместо того, чтобы почувствовать облегчение, Отанэ осознаёт, что привязалась к ребёнку; она ищет его на улицах города, но безуспешно. Вечером Тасиро находит Кохэя на том же месте, что и в первый раз, и вновь приводит домой. Смягчившаяся Отанэ начинает ухаживать за ребёнком, как за собственным сыном; их жизнь, похоже, налаживается. Так проходит неделя, по прошествии которой домой к Отанэ приходит отец Кохэя. Он везде искал мальчика и искренне благодарен совсем незнакомой женщине за доброту и заботу. Когда он уходит, забрав с собой сына, Отанэ чувствует себя виноватой, что не верила раньше в добрые намерения плотника. Теперь она решает усыновить кого-нибудь из многочисленных беспризорных детей послевоенной Японии.

## В ролях
- Тёко Иида — Отанэ
- Хохи Аоки — Кохэй, ребёнок
- Эйтаро Одзава — отец
- Мицуко Ёсикава — Кикуко
- Рэйкити Кавамура — Тамэкити
- Хидэко Мимура — Юки
- Тисю Рю — Тасиро
- Такэси Сакамото — Кинати Каваёси
- Эйко Такамацу — Томэ

## О фильме
40-й фильм Ясудзиро Одзу снимался в марте — мае 1947 года. Предыдущая лента режиссёра, «Был отец», вышла в 1942 году, после чего Одзу получил заказ армейского командования на создание патриотического документального фильма о войне. Был написан сценарий картины «Далёкая страна моих родителей» (Haruka nari fubo no kuni), однако съёмки так и не начались. В июне 1943 года для продолжения работы Одзу отправился в оккупированный японскими войсками Сингапур, где, по его собственным словам, «смотрел больше иностранных фильмов, чем в любой другой период своей жизни». После окончания войны режиссёр вернулся на родину и поселился с матерью в городе Нода. Спустя примерно год Одзу вновь объединился с Тадао Икэдой и в течение двух недель создал сценарий ленты «Рассказ домовладельца». Действие происходит в бедном районе Токио (shitamachi), с которым режиссёр был знаком ещё до войны и который фактически перестал существовать: район был уничтожен в ходе налётов в конце войны, поэтому фильм почти полностью был снят в студии. Этот факт дополняет и усиливает чувство потери, которое испытывают персонажи (Отанэ потеряла мужа, а Кохэй — отца).